# Mimolagrida
Mimolagrida is een kevergeslacht uit de familie van de boktorren (Cerambycidae). De wetenschappelijke naam van het geslacht werd voor het eerst geldig gepubliceerd in 1947 door Breuning.

## Soorten
Mimolagrida omvat de volgende soorten:
- Mimolagrida rufa Breuning, 1947
- Mimolagrida rufescens Breuning, 1947
- Mimolagrida ruficollis Breuning, 1957